# Клуб седло
„Клуб седло“ (на английски: The Saddle Club) е детски развлекателен телевизионен сериал, базиран върху книгите на Бони Бриант, копродукция на Австралия и Канада. Също като в книгите, сериалът представя живота на три тийнейджърки, трениращи за финалите на конно състезание, в измисленото ранчо Пайн Холоу, по време на които трябва да се борят и с ежедневните си проблеми.

## Сюжет
Сериалът разказва историята на Керъл Хенсън, Стиви Лейк и Лиза Атууд, три момичета, които представляват „Клуб седло“, след като се обединяват около общата си любов към конете. Приятелството им бива подложено на изпитание от приятелката им Вероника ДиАнджело, която е високомерно, русо и абсолютно разглезено момиче, единствена дъщеря на много заможно семейство.
С течение на сериала триото „Клуб седло“ трябва да се бори с Вероника, с тренировките по езда, състезанията, както и с проблемите на приятелите им, и персонала в ранчо Пайн Холоу. Чрез упоритост и вяра в приятелството, „Клуб седло“, винаги успява да се пребори.

## Продукция
Сериалът е излъчен в периода между 2001 и 2004 година, първоначално състоящ се от 52 епизода, заснети и излъчени в два сезона. Популярността на сериала след излъчването му от телевизия ABC предизвиква много голям международен интерес, благодарение на който е излъчван и в Северна Америка от канала Discovery Kids, YTV, както и от телевизии във Великобритания. Регионално, актьорският състав издава поредица от музикални албуми, като „Friends Forever“, „On Top Of The World“, „Secrets & Dreams“, и „Hello World – The Best Of The Saddle Club“, също така изнасят и представления, като това на „Sydney Royal Easter Show“ на Великден през 2004 година. „The Saddle Club – Greatest Hits“ и „Summer With The Saddle Club“ са достъпни за сваляне в .mp3 формат от Amazon.com.
За снимките на втори сезон в ролята на Мелани Атууд към екипа на сериала „Клуб седло“ се присъединява Джесика Джейкъбс. Младата актриса загива трагично на 10 май 2008 в Мелбърн, Австралия.
През 2007 е пусната новина, че екипът е събран за снимките на трети сезон, който е заснет в периода 2007 – 2008 г. Трети сезон започва да се излъчва на 29 септември 2008 по канал PBS Kids. Също така е излъчен и по Discovery Kids в Северна Америка. След приключване на снимките сериалът е съставен от 78 епизода, събрани в три сезона.

## Актьорски състав
- Кийнан МакУилям като Керъл Хенсън #1 (Сезони 1 и 2)
- Виктория Кемпбъл като Керъл Хенсън #2 (Сезон 3)
- Софи Бенет като Стиви Лейк #1 (Сезони 1 и 2)
- Лорън Диксън като Стиви Лейк #2 (Сезон 3)
- Лара Джийн Маршал като Лиза Атууд #1 (Сезони 1 и 2)
- Хийли Симпсън като Виктория ДиАнджело #1 (Сезони 1 и 2)
- Марни Кенеди като Виктория ДиАнджело #2 (Сезон 3)
- Ейша Дий като Деси Бигинс (Сезон 3)
- Брет Тъкър като Макс Регнери #1 (Сезони 1 и 2)
- Ричард Дейвис като Макс Регнери #2 (Сезон 3)
- Кия Люби като Кристи Каванак #1 (Сезони 1 и 2)
- Хилари Дъф като Кристи Каванак #2 (Season 3)
- Мариса Сайкита като Мелани Атууд #1 (Сезон 1)
- Джеси Джейкъбс като Мелани Атууд #2 (Сезон 2)
- Ела-Роуз Шенман като Мелани Атууд #3 (Сезон 3)
- Джанел Корлас-Браун като Ашли #1 (Сезони 1 и 2)
- Кейси Стил като Ашли #2 (Сезон 3)
- Николай Николаев като Дрю Регнери (Сезон 2)
- Тони Холкинс като Франк ДиАнджело (Сезони 1 и 2)
- Антъни Хамър като Сам (Сезон 1)

## Клипове
Известен брой видеоклипове и DVD-та са издадени в Австралия и други държави, включително и САЩ. Те включват:
- The Saddle Club: Adventures At Pine Hollow (2001)
- The Saddle Club: The First Adventure (2003)
- The Saddle Club: Horse Crazy (2003)
- The Saddle Club: The Mane Event (2003)
- The Saddle Club: Storm (2004)
- The Saddle Club: Friends Forever (2004)
- The Saddle Club: Saving Pine Hollow (2005)
- The Saddle Club: Series 1 (2009)
- The Saddle Club: Series 2 (2009)
- The Saddle Club: More Adventures at Pine Hollow (2009)
- The Saddle Club: The First Adventure (2009 преиздаден)
- The Saddle Club: Horse Crazy (2009 преиздаден)
- The Saddle Club: The Mane Event (2009 преиздаден)
- The Saddle Club: Storm (2009 преиздаден)
- The Saddle Club: Friends Forever (2009 преиздаден)
- The Saddle Club: Saving Pine Hollow (2009 преиздаден)
- The Saddle Club: Back in the Saddle (2010)
- The Saddle Club: Back in the Saddle (2010)
- The Saddle Club: Horseback Riders (2010)
- The Saddle Club: Horseback Riders (2010)
- The Saddle Club: Ride Free (2010)
- The Saddle Club: Staying the Distance (2010)
- The Saddle Club: Happy Trails (2010)

## Дискография
Известен брой музикални албуми са издадени в Австралия, в изпълнение на актьорите и актрисите от сериала. Вторият албум „On Top Of The World“ е номиниран за наградата ARIA Award в категория „Най-добър саундтрак“ през 2003 година. Всеки един от албумите успява да влезе в класацията „top 50“ на албумите в Австралия.

### Основни албуми

#### Албуми
- Fun For Everyone (2002) – #45 на Австралия
- On Top Of The World (2003) – #20 на Австралия
- Friends Forever (2003) – #38 на Австралия
- Secrets & Dreams (2004) – #49 на Австралия
- Hello World – The Best Of The Saddle Club (2004)
- Summer With The Saddle Club (2008)
- The Saddle Club – Greatest Hits (2009)
- Grand Galop – Hello World (2009) – Издаден само във Франция
- Best Friends (2009)
- Grand Galop – Meilleures Amies (2009) – Издаден само във Франция

#### Сингли
- We Are The Saddle Club (2002) – Австралия
- Hello World (2002) – #27 на Австралия, и #8 на Франция
- Hey Hey What You Say (2003) – #20 на Австралия
- Hello World/Hey Hey What You Say (2003)
- Wonderland (2003) – #17 на Австралия
- Special Mane Event EP (2004)
- Boogie Oogie Oogie (2003) – #29 на Австралия
- Everybody Come On (2003)
- Undercover Movers and Shakers (2004) – #42 на Австралия
- L.I.F.E (2004) – #34 на Австралия
- Welcome To The Saddle Club (2004)
- These Girls (2009)

### Дискография на Софи и Кия

#### Сингли
- Planet Tokyo (2005) – Австралия
- He's Everything (2005) – Австралия, #40 на Австралия

#### Албуми
- Planet Tokyo (2005) – Австралия
- He's Everything (2005) – Австралия
- Raw Beauty (2005) – Австралия
- Spin (2005) – Австралия
- Raw Beauty Acoustic Sessions (2005) – Австралия

### Дискография на Хейли Симпсън

#### Албуми
- Princess Veronica (2004)

#### Сингли
- Don't Ask Me (2004) – #16 на Австралия
- Princess Veronica Tour EP (2004)

### Дискография на Джанел и Джеси Джейкъбс

#### Сингли
- Trouble (2003) – Австралия